# Binnenstad (Apeldoorn)

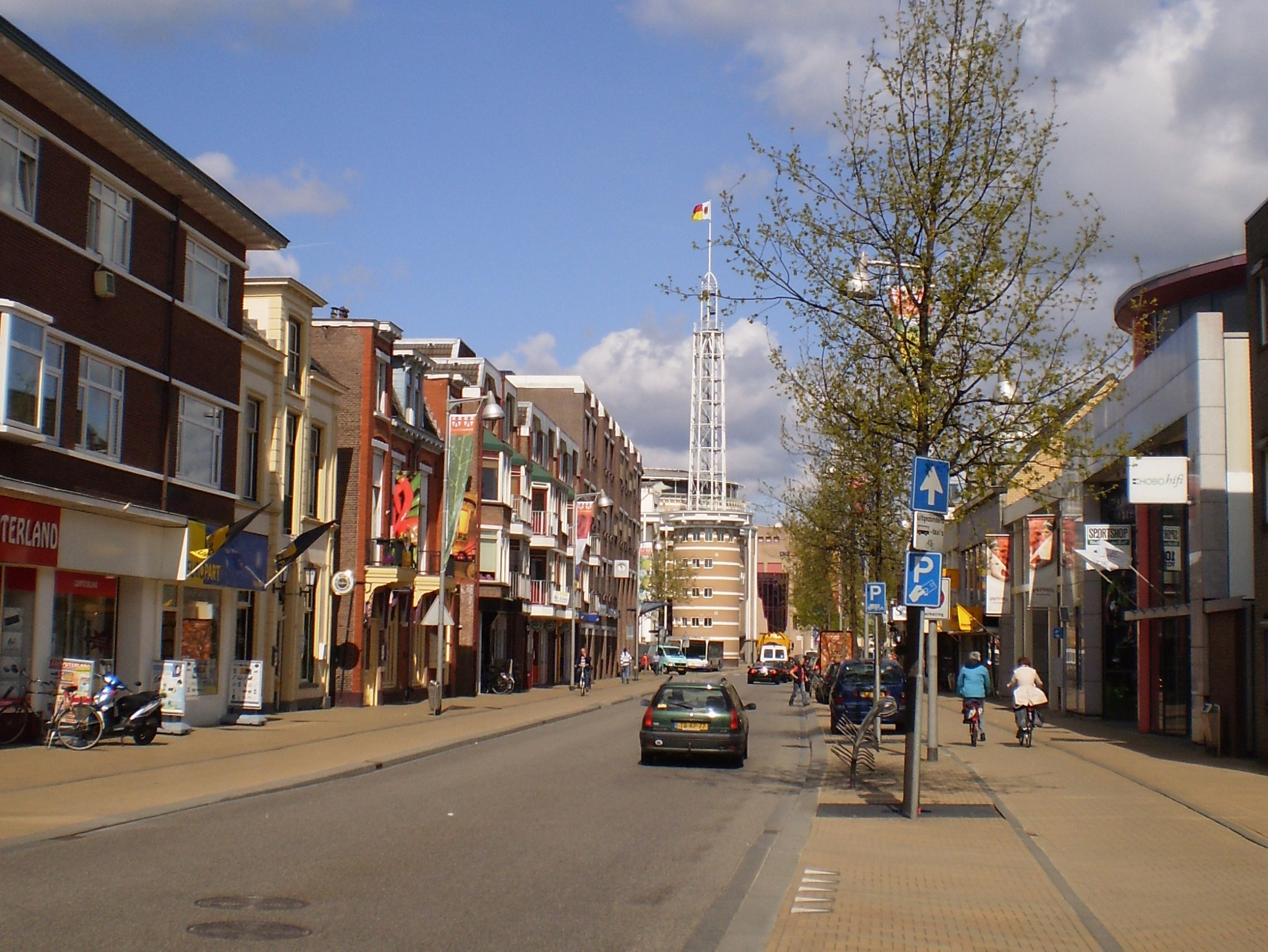
Stationsstraat in het centrum van Apeldoorn

De binnenstad van de Nederlandse stad Apeldoorn is een buurt en omvat het gebied tussen de Canadalaan, de Kerklaan, de Deventerstraat, de Stationsstraat, de Molenstraat-Centrum, de Molendwarsstraat de spoorlijn Amersfoort-Deventer, de Koning Stadhouderlaan, de Wilhelmina Druckerstraat, de Vosselmanstraat en de Loolaan.
Midden in de binnenstad ligt het centrumgebied met het winkel-, werk- en uitgaansgebied, opgespannen tussen het station en het Caterplein en tussen het Apeldoorns Kanaal en het Brinkpark. De Apeldoornse binnenstad heeft een centrumfunctie binnen het regionale netwerk Stedendriehoek.
De basis van de Apeldoornse binnenstad wordt gevormd door de langgerekte, historische dorpsstructuur van de Hoofdstraat met zijstraten. De binnenstad van Apeldoorn is een compacte en diverse mix van oude en nieuwe panden. Er zijn diverse herstructureringsprojecten gaande in de binnenstad van Apeldoorn zoals het herstel van de Grift.